# Katie Stam
Katie R. Stam (Seymour, 9 luglio 1986) è una modella statunitense, eletta Miss America 2009.

## Biografia
Katie Stam si diploma presso la Seymour High School nell'Indiana ed in seguito frequenta l'università di Indianapolis, dove studia comunicazioni.
La Stam inizia a frequentare i concorsi di bellezza a quindici anni. Dopo aver vinto il titolo di Teen Jackson County, ha la possibilità di avanzare al concorso di Miss Teen Kentucky, ed una volta vinto al concorso nazionale di Miss Teen USA, dove però si piazza al secondo posto. Nel 2005 ci riprova, vincendo dapprima il titolo di Miss Jackson County Jr, successivamente il titolo di Miss Indiana Jr, ma finisce nuovamente seconda a Miss America Junior.
A novembre 2007 vince il concorso locale Miss Duneland che le dà la possibilità di partecipare a Miss Indiana, dove viene incoronata vincitrice nel giugno 2008. Il 24 gennaio 2009 alla fine della diretta televisiva, Katie Stam viene incoronata ottantaquattresima Miss America., diventando la prima rappresentante dell'Indiana a vincere il titolo.